# آورسا
شهر  آورسا (به ایتالیایی: Aversa) با جمعیت ۵۲٬۲۰۱ نفر  در ناحیه کامپانیا در کشور ایتالیا واقع شده‌است.